# Myronides curvithorax
Myronides curvithorax är en insektsart som beskrevs av Brunner von Wattenwyl 1907. Myronides curvithorax ingår i släktet Myronides och familjen Phasmatidae. Inga underarter finns listade i Catalogue of Life.